# Ġgantija
Ġgantija (« tour des géants » en maltais) est un ensemble de deux temples préhistoriques entouré d'un mur d'enceinte, situé près de la ville de Xagħra, au centre de l'île de Gozo dans l'archipel de Malte. Le temple a donné son nom à la troisième phase des temples mégalithiques de Malte (3 600-3 000 av. J.-C.). 

## Histoire
Le monument est mentionné par Jean-Pierre Houël en 1770 : « Cette tour des géants n'est que le reste d'un édifice que je crois de la plus haute antiquité. Il est certainement antérieur aux édifices que les Grecs construisirent dans cette isle. » Les premières fouilles du site sont menées en 1827 par L.Mazzara qui en publie les résultats sous le curieux titre de « Temple Antédiluvien des Géants ». En 1980, l'Unesco classe le temple de Ġgantija au patrimoine mondial de l'humanité. 

## Description

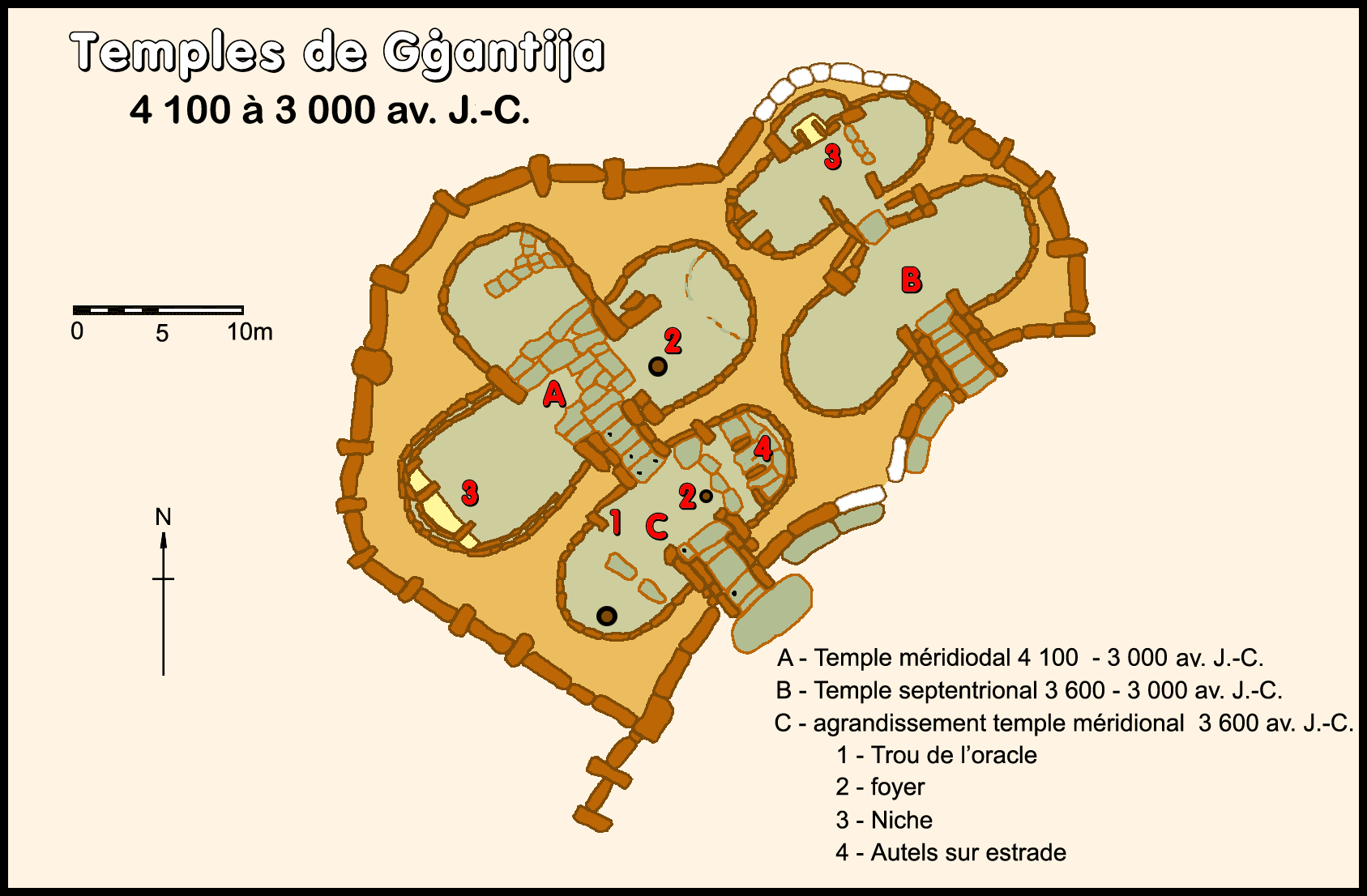
Plan des temples de Ġgantija.

Les temples ont été construits sur le versant sud-est de la colline de Xaghra surplombant la vallée de Ramla. Le site s'étend sur 50 m de long et 35 m de large. Il est ceint d'un mur de clôture constitué pour partie de grands orthostates (le plus grand mesure 5,70 m × 3,80 m pour un poids estimé à 50 t). Les deux temples sont orientés sud-est/nord-ouest. Le site  a été fréquenté entre 4 100 et 3 000 av. J.-C..
Chaque temple dispose d'une entrée unique accessible par une façade commune précédée d'une vaste place. La présence de bancs bordant la façade laisse penser que certains rituels devaient se dérouler à l'extérieur des temples sur cette esplanade. Les deux temples ne communiquent pas entre eux. La façade, désormais en grande partie effondrée, a été construite avec de très grands blocs en appareil cyclopéen mais côté intérieur le mur est constitué de blocs irréguliers. L'espace entre les murs intérieurs et extérieurs a été comblé avec des gravats. La pierre utilisée est principalement du calcaire corallien, à l'exception des grandes dalles de calcaire à globigerine utilisée comme orthostate dans les couloirs d'accès aux absides.

### Temple sud
C'est le plus ancien des deux temples et le mieux conservé.  Il mesure 28 m de long sur 24 m de large. L'entrée est marquée par une grande dalle de seuil plate, un bloc de pierre comportant un bassin en obstrue partiellement le passage. Ce bassin était peut-être destiné à y verser des libations. Le plan du temple s'apparente à la forme d'une feuille de trèfle, qui correspond à la partie la plus ancienne du temple (datée de 4 100 av. J.-C.), précédée d'une salle à double abside (datée de 3 600 av. J.-C.). L'abside à droite en entrant semble avoir eu une importance particulière pour le culte. Un écran de pierre, précédé d'un foyer circulaire en délimite le fond. On peut y observer deux autels, sculptés de spirales, disposés sur des marches formant une estrade. Une niche est visible au-dessus des autels : elle devait accueillir la pierre conique (1 m de hauteur), parfaitement polie, retrouvée sur place qui est désormais conservée au musée d'archéologie de Malte. L'abside à gauche était recouverte d'un enduit d'argile et de plâtre décoré à l'ocre rouge. Le couloir permettant le passage vers les absides du fond est constitué de pierres dressées creusées de petites concavités. L'abside de gauche comporte trois niches constituées de blocs parfaitement équarris comportant encore des traces d'outils peut être métalliques.

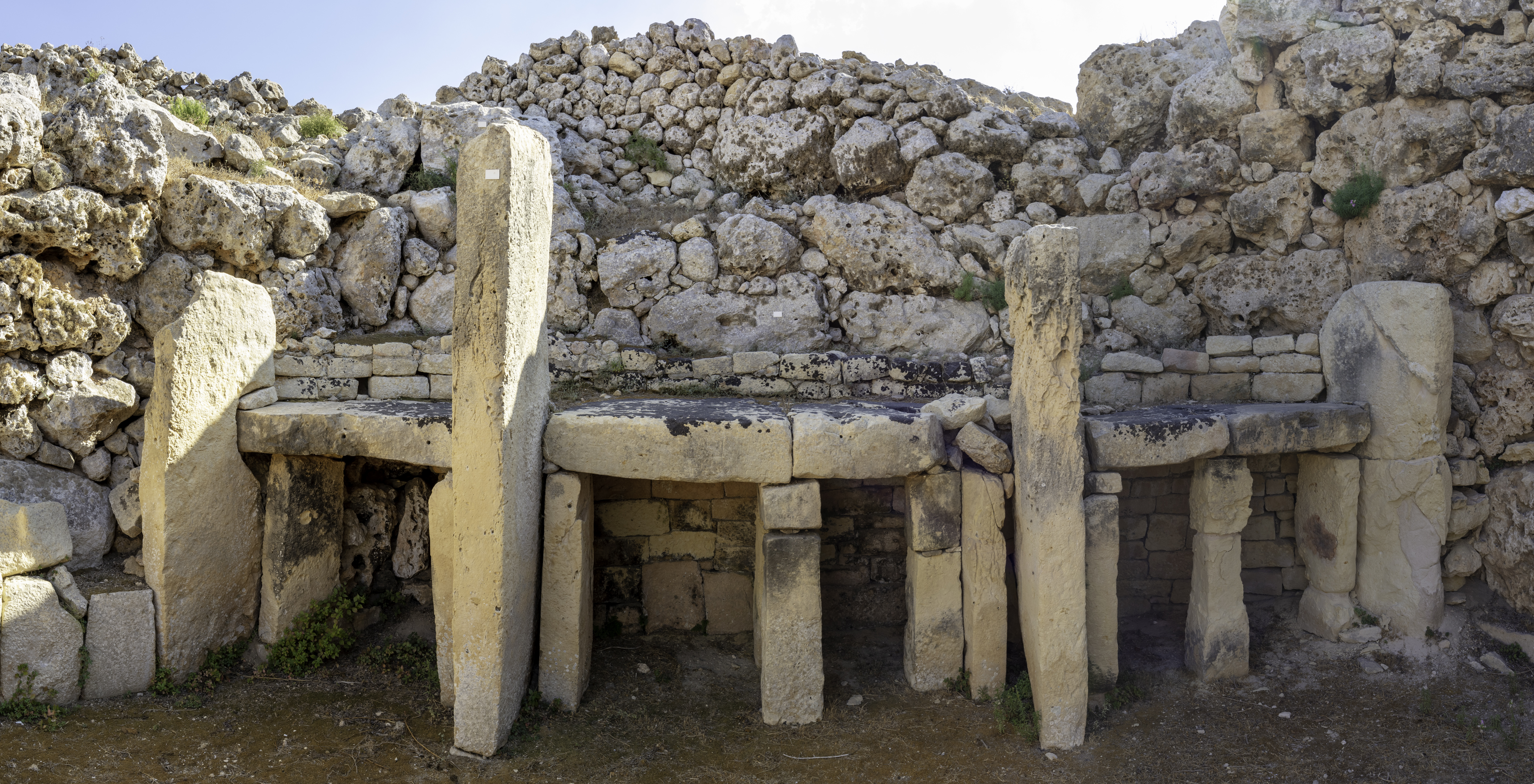
Abside à trois niches du temple méridional.
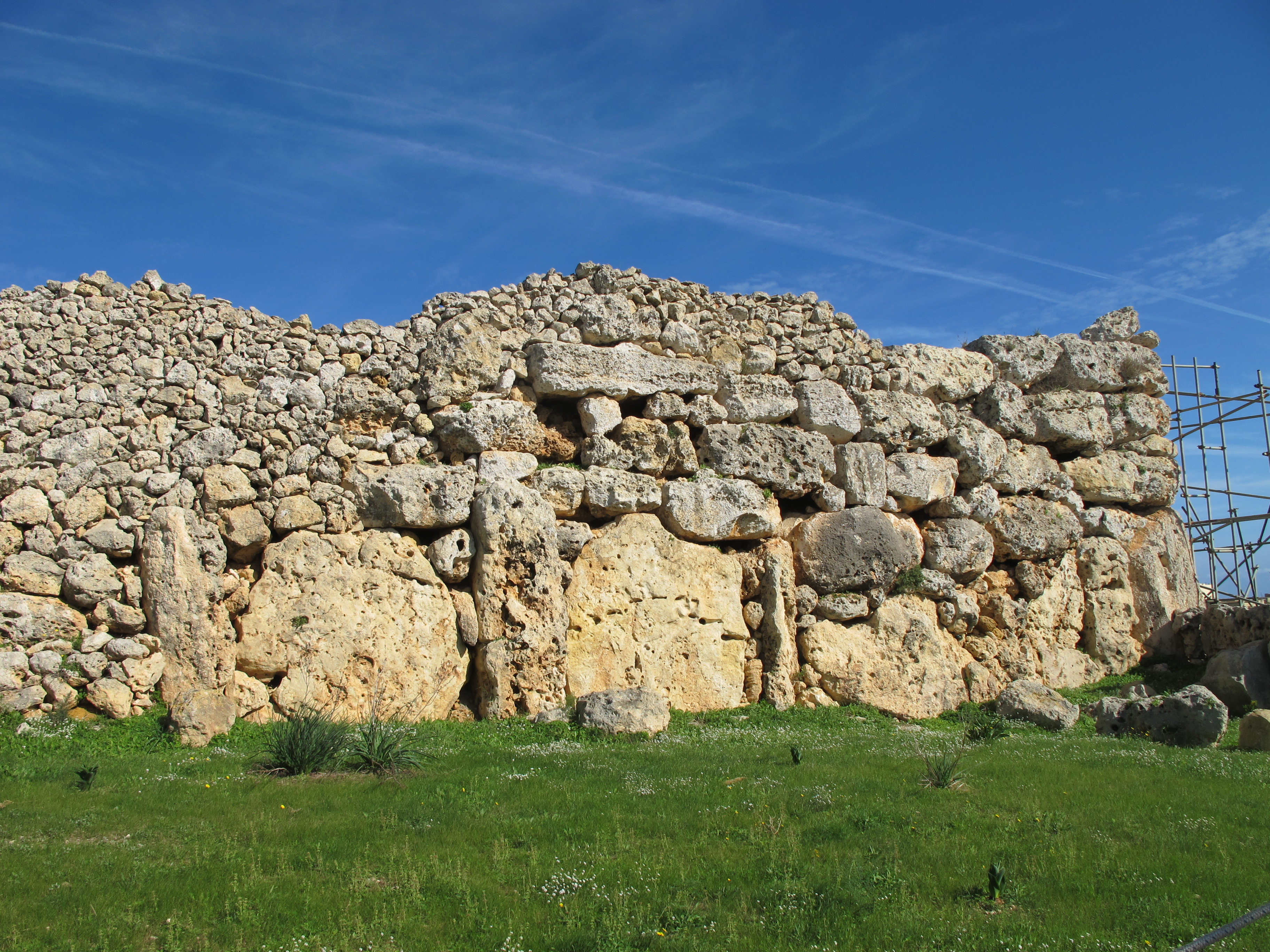
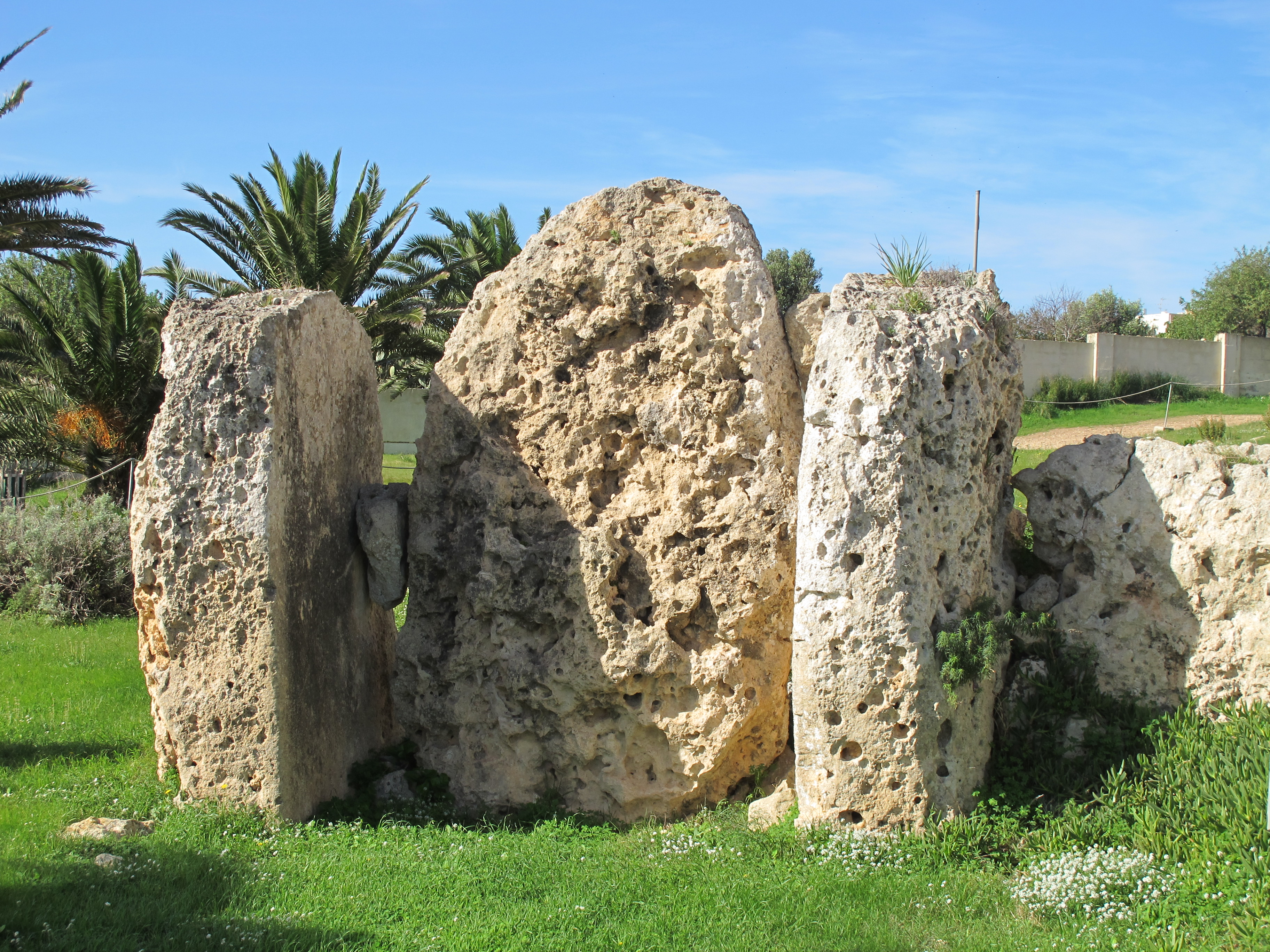
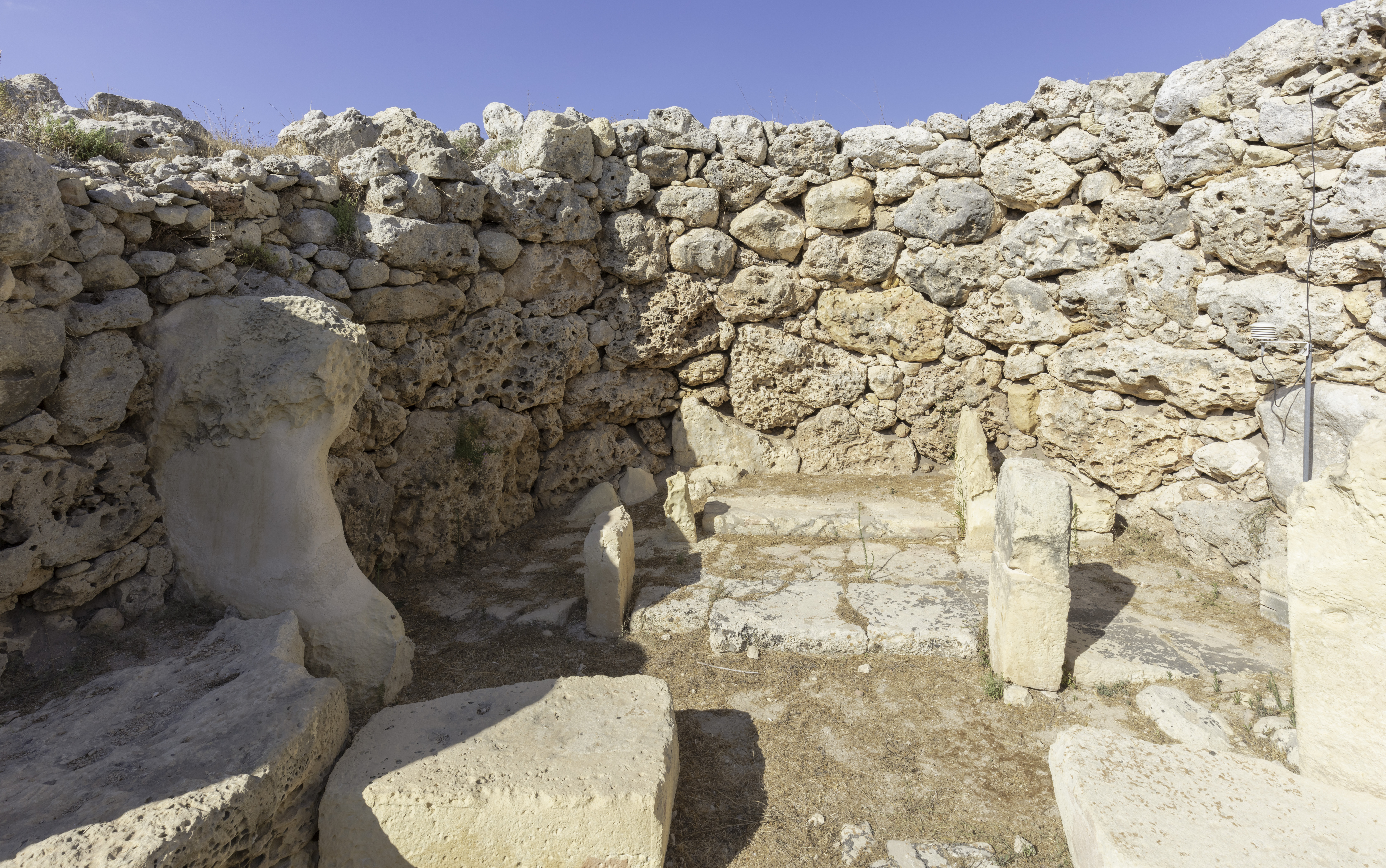
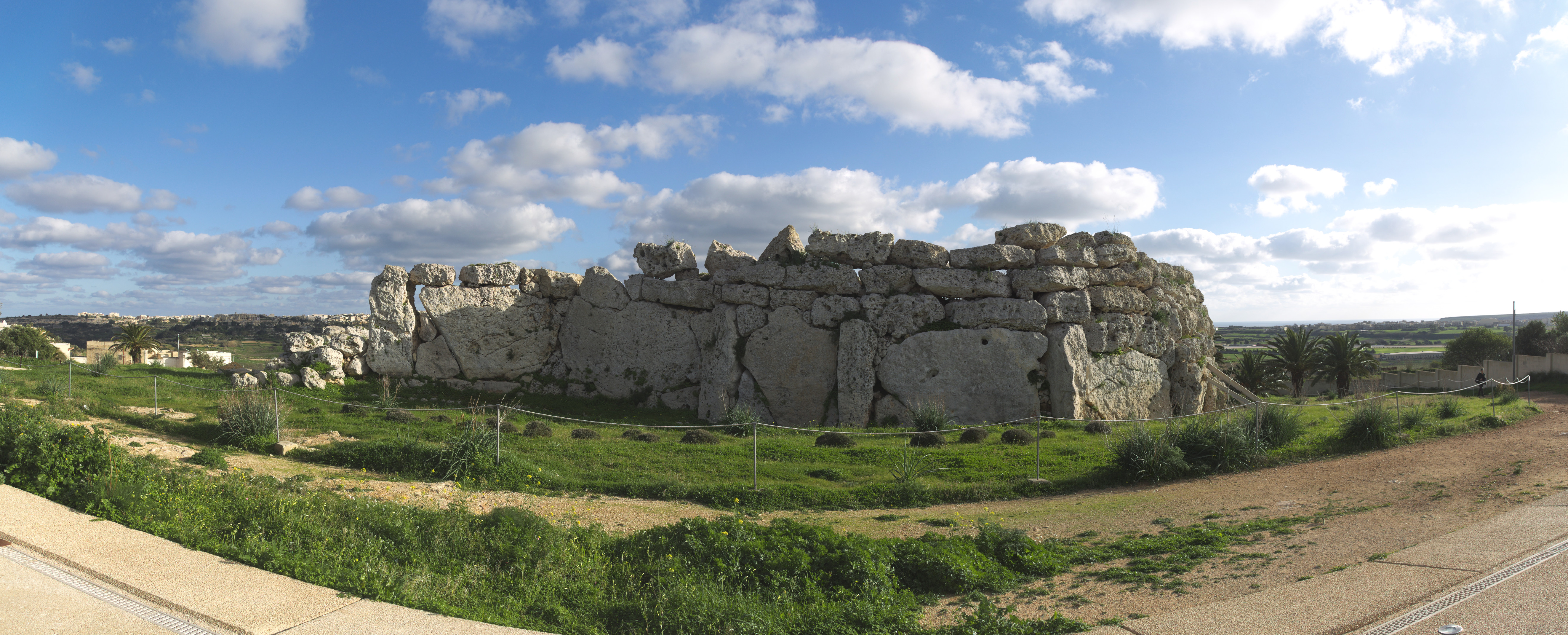
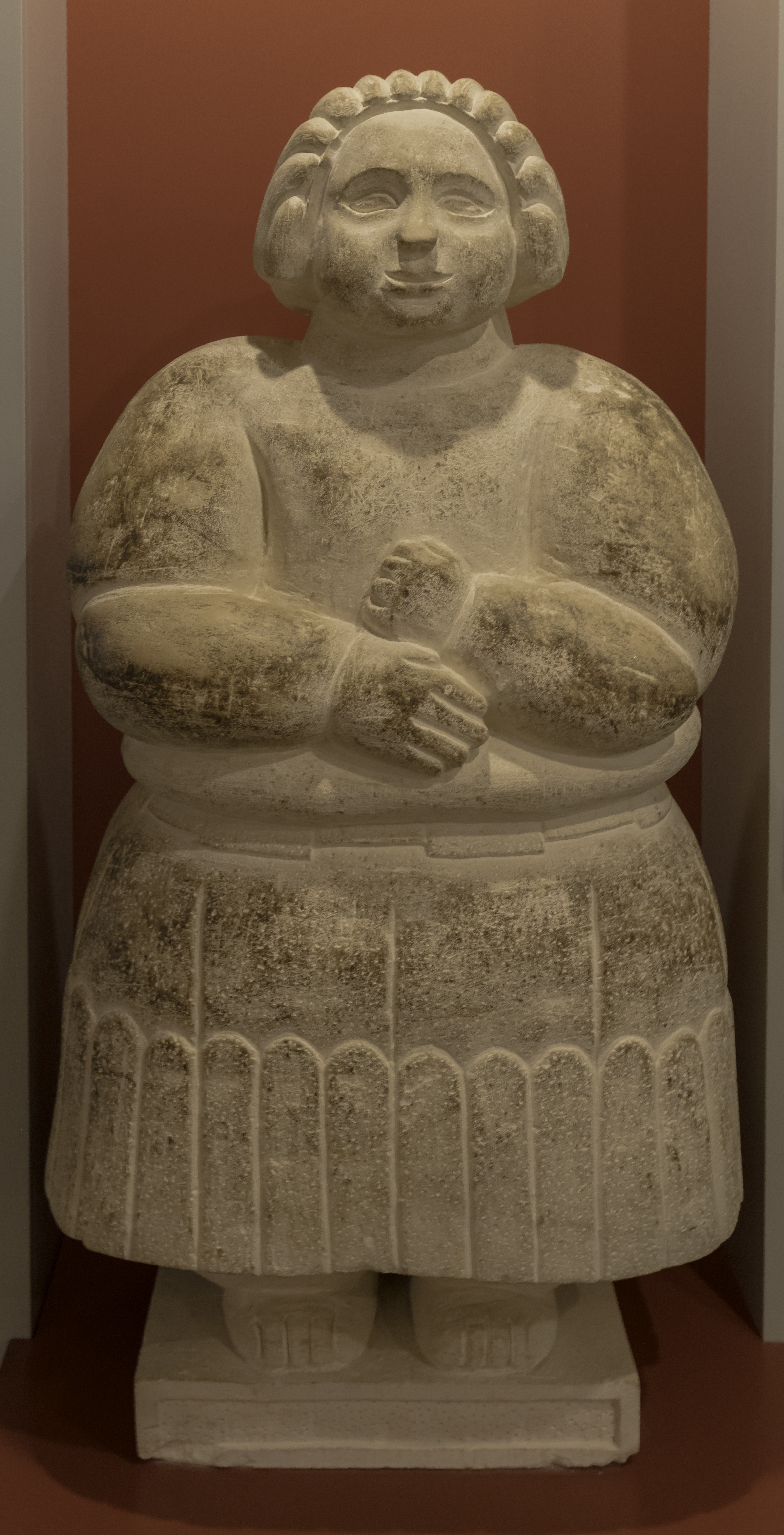
La déesse mère de Ggantija.

### Temple nord
Le temple septentrional mesure 20 m de long sur 18 m. Il est constitué de deux salles à double abside dont la construction est postérieure à 3 600 av. J.-C.). La salle du fond comporte une niche à la place de la traditionnelle abside frontale. Ce temple, désormais en assez mauvais état, comportait lors de sa fouille des niches assez bien conservées. Dans l'abside du fond à droite, les fouilles mirent au jour une très grande quantité d'os d'animaux et de débris de poterie sous une couche de cendres.